# GreenFiber
GreenFiber este o companie cu sediul în Buzău care colectează și reciclează plasticul.
Compania a apărut în 2001, fiind ideea unui om de afaceri din Taiwan, care investește în România din 1998.
GreenFiber este primul procesator de fulgi de PET din România și transformă acest produs în fibră poliesterică, material care se utilizează la fabricarea de materiale textile, obiecte de îmbrăcăminte, covoare, carpete auto, materiale geotextile pentru infrastructura rutieră și construcții.
În anul 2009, compania a reciclat 30.000 de tone de deșeuri PET.
Compania poate produce circa 50.000 de tone de fibră pe an în condițiile în care consumul anual de fibră din Uniunea Europeană este estimat la 700.000 de tone, din care doar jumătate din cantitate este fabricat pe continent, restul fiind importuri din Asia.
GreenFiber este al doilea producător de fibră poliesterică ca mărime din Europa.